# Margaret Hance
Margaret Taylor Hance (2 juillet 1923 - 29 avril 1990) a été la première femme maire (en) de Phoenix, Arizona. Elle a pris ses fonctions en 1976 et s'est avérée populaire, remportant quatre mandats consécutifs de deux ans, de 1976 à 1983.

## Biographie
Margaret Hance est née à Spirit Lake (Iowa), de Glen C. et Helen Kenny Taylor, la plus jeune de trois enfants. Elle a pratiqué l'athlétisme dans sa jeunesse. Elle était éclaireuse à Phoenix, AZ.
Elle a obtenu un baccalauréat de Scripps College (en) à Claremont, (Californie), en 1945. Margaret Hance, alors Taylor, a épousé Richard M. Hance en 1945, et le couple a eu trois enfants.
Margaret Hance a été présidente de la Junior League of Phoenix, une organisation bénévole pour les femmes qui souhaitent améliorer la communauté, de 1959 à 1960.
En 1967, Margaret Hance a commencé à produire des documentaires pour une filiale locale de Public Broadcasting Service (PBS). Elle a décidé de s'impliquer dans la politique locale après la mort de son mari en 1970. Parmi ses premières initiatives publiques importantes, elle a créé la Phoenix Mountains Preserve (en), pour laquelle elle était connue sous le nom de « Mother of Mountain Preserve ».
Après sa retraite en tant que maire, Margaret Hance a travaillé avec les administrations de Ronald Reagan et George H. W. Bush.
Elle est décédée du cancer le 29 avril 1990 en Arizona.

## Distinctions et prix
- Woman of the Year, 1978, Advertising Club
- Centennial Award, Armée du salut
- President, National Conference of Republican Mayors and Elected Officials, 1982
- Le Margaret T. Hance Park (en) au-dessus du Papago Freeway Tunnel (en) à Phoenix a reçu son nom[2].

## Margaret Hance Photographs 1971-1990
La collection de photographies de Margaret Hance contient plus de 1400 photographies et plusieurs albums photo. Bien que la plupart des photographies datent des années où Margaret Hance a été maire de Phoenix (1976-1984), une partie de la collection représente également les années où elle a été directrice de campagne présidentielle pour l'Arizona de Ronald Reagan et George Bush. Elle est conservée à l'Arizona State University.